# Leuk Daek
Leuk Daek es uno de los once distritos que forman la provincia camboyana de Kandal, con una población estimada en marzo de 2008 de 54 250 habitantes. Está dividido en las siguientes  comunas (khum), que se muestran asimismo con población estimada de 2008:
- Kampong Phnum 12,135
- K'am Samnar 4997
- Khpob ateav 5426
- Peam Reang 6679
- Preaek Dach 7579
- Preaek Tonloab 13,431
- Sandar[1]